# Ignacio Ellacuría
Ignacio Ellacuría, właśc. Ignacio Ellacuría Beascoechea (ur. 9 listopada 1930 w Portugalete, zm. 16 listopada 1989 w San Salvador) – hiszpańsko-salwadorski jezuita, filozof, teolog, rektor Uniwersytetu Środkowoamerykańskiego (UCA) w San Salvadorze, działacz na rzecz praw człowieka i jeden z czołowych przedstawicieli teologii wyzwolenia w Ameryce Łacińskiej.

## Życiorys
Wstąpił do nowicjatu jezuitów w Loyoli 14 września 1947, natomiast we wrześniu 1949 złożył śluby zakonne. Wkrótce potem został wysłany do Salwadoru, gdzie rozpoczął formację pod duchowym kierunkiem prorockiego jezuity Miguela Elizondo. Studiował filozofię w Quito w Ekwadorze, a teologię – w Innsbrucku w Austrii, gdzie wykładał znany teolog Karl Rahner, pod którego wpływem znalazł się Ellacuría.
Jego wczesne wykształcenie filozoficzne miało charakter neoscholastyczny, zgodny z ówczesnymi wymaganiami wobec jezuitów. Z czasem jednak zaczął zgłębiać myśl takich autorów jak José Ortega y Gasset, Henri Bergson, Martin Heidegger, egzystencjaliści i fenomenolodzy. Najgłębszy wpływ na jego dojrzałą filozofię wywarli jednak Georg Wilhelm Friedrich Hegel, Karol Marks oraz baskijski filozof Xavier Zubiri.
W latach 1962–1965 Ellacuría pisał pracę doktorską pod kierunkiem Zubiriego, poświęconą pojęciu istoty (essencia) w jego systemie filozoficznym. Rozprawa liczyła około 1100 stron. Choć ukończył również wszystkie wymagania do uzyskania drugiego doktoratu z teologii (także planowanego pod kierunkiem Zubiriego), ostatecznie nie napisał drugiej dysertacji. Od 1965 aż do śmierci Zubiriego w 1983, obaj filozofowie ściśle współpracowali. Ellacuría co roku wracał na kilka miesięcy z Salwadoru do Hiszpanii, by kontynuować wspólną pracę. Zubiri nie publikował ani nie wygłaszał wykładów bez wcześniejszej konsultacji z Ellacuríą.
W 1967 Ellacuría na stałe powrócił do Salwadoru. Związał się z Uniwersytetem Środkowoamerykańskim (UCA), gdzie przez 25 lat prowadził działalność naukową i dydaktyczną – przez ostatnią dekadę życia jako jego rektor. Kierował także Katedrą Filozofii oraz redagował wiele uczelnianych czasopism naukowych. Z jego inicjatywy UCA przekształciła się w instytucję zaangażowaną w analizę przyczyn biedy i opresji w Salwadorze – zarówno poprzez badania, jak i działalność edukacyjną.
Był także aktywnym uczestnikiem życia publicznego – publikował artykuły, występował w mediach i komentował wydarzenia polityczne. W 1984, wspólnie z jezuitą Jonem Sobrino, założył „Revista Latinoamericana de Teología”. W 1985 odegrał kluczową rolę w mediacjach, które doprowadziły do uwolnienia porwanej przez partyzantów córki prezydenta José Napoleóna Duarte. W listopadzie 1989, podczas wizyty w Barcelonie, odebrał Międzynarodową Nagrodę Alfonsa Comína za działalność na rzecz praw człowieka. Choć sytuacja w Salwadorze była napięta, zdecydował się jak najszybciej wrócić, by wesprzeć ewentualne rozmowy pokojowe między rządem a rebelią.
16 listopada 1989 Ellacuría został zamordowany przez elitarny, wyszkolony przez USA oddział salwadorskiej armii. Razem z nim zginęło pięciu innych jezuitów, a także gospodyni i jej córka. Zbrodnia ta miała miejsce pod koniec salwadorskiej wojny domowej (1980–1992) i była konsekwencją jego zaangażowania w sprawę sprawiedliwości społecznej i praw ubogich.

## Filozofia wyzwolenia
Ignacio Ellacuría rozwinął oryginalną filozofię wyzwolenia, która była twórczym rozwinięciem myśli Xaviera Zubiriego i dialogiem z marksizmem, przy zachowaniu chrześcijańskiej wizji człowieka. Uważał, że filozofia powinna nie tylko interpretować rzeczywistość, ale również angażować się w jej przemianę, szczególnie w kontekście historycznym i społecznym ubogich i wykluczonych.
Według Ellacuríi rzeczywistość jest historyczna, społeczna i prakseologiczna – rozwija się poprzez ludzkie działanie (praxis). Celem człowieka jako „zwierzęcia rzeczywistości” (animal de realidad) jest twórcze uczestnictwo w dalszym rozwijaniu rzeczywistości. To uczestnictwo wymaga rozpoznania potrzeb fizycznych i biologicznych jako fundamentu ludzkiej wolności i pełni działania. W tym sensie, dla Ellacuríi, wyzwolenie – jako proces zaspokajania tych potrzeb i umożliwiania realizacji wolności – jest imperatywem metafizycznym.
Filozofia Ellacuríi, zakorzeniona w realizmie Zubiriego, krytykuje dualizmy zachodniej filozofii, zwłaszcza rozdzielenie zmysłowości i intelektu. Zastępuje je koncepcją „rozumu czuciowego” (inteligencia sentiente), według której człowiek poznaje rzeczywistość w sposób bezpośredni i całościowy. Odrzuca również idealizm i abstrakcyjne podejścia oderwane od rzeczywistych warunków życia ludzi.
Kluczowym elementem jego myśli jest tzw. preferencyjna opcja na rzecz ubogich – przekonanie, że prawdziwe rozumienie historii i rzeczywistości możliwe jest tylko z perspektywy wykluczonych, ponieważ to oni są „czołem historii”, miejscem, gdzie ujawnia się niespełniona obietnica wyzwolenia.

## Dziedzictwo
Ignacio Ellacuría pozostawił po sobie bogaty dorobek pisarski i inspirację dla kolejnych pokoleń teologów, filozofów i działaczy społecznych. Do jego ważniejszych publikacji należy m.in. Conversión de la Iglesia al Reino de Dios: para anunciarlo y realizarlo en la historia (1984), w której podkreśla konieczność przemiany Kościoła w kierunku zaangażowania na rzecz Królestwa Bożego w historii – czyli sprawiedliwości społecznej i wyzwolenia uciśnionych.
W Hiszpanii działa organizacja Fundación Social Ignacio Ellacuria.